# Chynín
Chynín (německy Chinin) je malá vesnice, část obce Čížkov v okrese Plzeň-jih v Plzeňském kraji. Nachází se asi 3,5 kilometru severovýchodně od Čížkova. Vede jím silnice II/177. Chynín je také název katastrálního území o rozloze 15,4 km².

## Název
Název vesnice se odvozuje od osobního jména Chýna, používané ve staré češtině. 

## Historie
Nejstarší písemná zmínka o vesnici je uvedena v berním rejstříku pro plzeňský kraj z roku 1379 z počátku vlády krále Václava IV., kdy Chynín vlastnili páni z Rožmitálu.
Dne 20. ledna 1616 koupil Chynín od Blažeje Gryspeka, syna Floriána Gryspeka z Gryspachu, Adam starší Vratislav z Mitrovic, který zde ze čtyř selských statků založil poplužní dvůr.
Podle berní ruly z roku 1654 Chynín náležel ke Spálenému Poříčí patřící Jiříkovi Vratislavovi z Mitrovic. K většímu rozvoji zdejšího chudého kraje došlo po roce 1700, neboť se v širokém okolí začala těžit železná a stříbrná ruda. Na málo výnosné těžbě se podíleli i Vratislavové z Mitrovic, páni z Poříčí.
V roce 1715 převzala od Vratislavů z Mitrovic spálenopoříčské panství hraběnka  Anna Polyxena Clary-Aldringenová, rozená Desfoursová. V roce 1749 prodala panství Metropolitní kapitule u svatého Víta v Praze. Kapitula na majetku hospodařila až do roku 1948, kdy byl zestátněn. Správu lesů od roku 2012 vykonává Arcibiskupství pražské.
Podle pamětí pocházejících z roku 1657 patřil Chynín k čížkovské faře. Dvorním dekretem ze dne 24. února 1785 byl Chynín od fary oddělen a přidělen k nově zřízené faře v Mitrovicích.
Děti z Chynína chodily do školy v Mitrovicích, ale protože pro ně byla cesta zvláště v zimě obtížná, rozhodlo se o zřízení školy v místě a 17. září 1897 se začalo v Chyníně provizorně vyučovat ve staré fořtovně. Ta však s ohledem na počet dětí a kvůli stavu budovy nevyhovovala, a proto se chynínští rozhodli postavit školu novou, kterou 26. srpna 1900 slavnostně otevřeli a 17. září 1900 v ní začala výuka. Budova školy byla později zbořena.

## Přírodní poměry

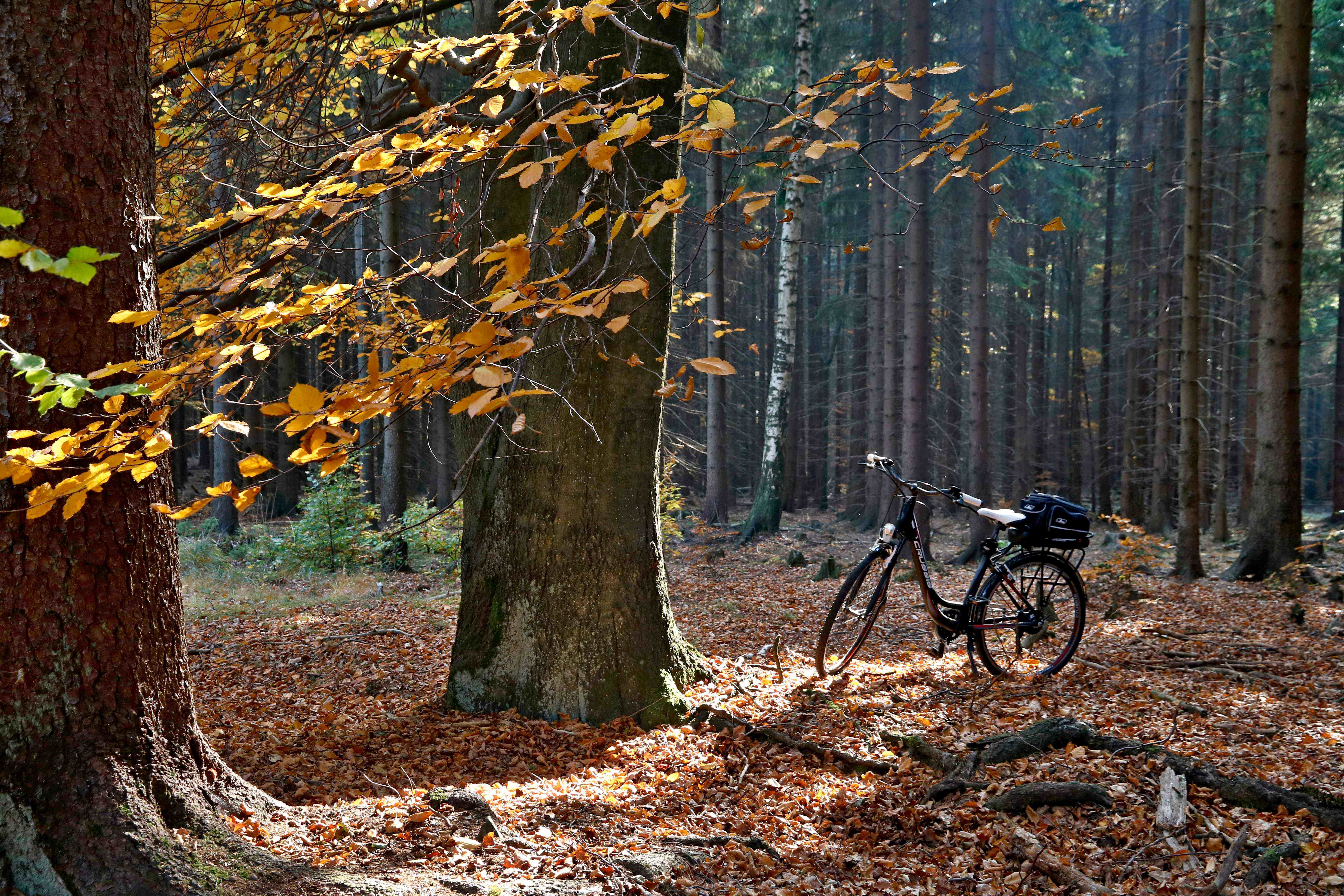
Lesy v okolí Chynína nabízí cíle pro cykloturistické výlety

Vesnice stojí na hlavním brdském hřebeni v nadmořské výšce 670 metrů, šestnáct kilometrů od Blovic. Rozkládá se po obou stranách silnice ze Spáleného Poříčí do Lnář. V katastrálním území, jehož rozloha je 15,4 km², se nachází nejvyšší bod okresu Plzeň-jih, a to vrch Nad Marastkem s nadmořskou výškou 805 metrů.
V katastrálním území Chynín, severně od vesnice, leží přírodní rezervace Fajmanovy skály a Klenky. Východně od ní se nachází přírodní rezervace Chynínské buky. Samotná vesnice a většina katastrálního území je součástí chráněné krajinné oblasti Brdy.
V letních i zimních měsících je okolí Chynína vyhledávaným cílem turistů, rekreantů a chalupářů. V zastoupení dřevin výrazně převažuje smrk (85 %), o zbývající procenta se dělí buk, dub, jedle, modřín, popřípadě olše.

## Obyvatelstvo
Počet domů, ve kterých obyvatelé zůstali trvale přihlášeni se v osmdesátých letech snížil, některé domy slouží i nadále k  rekreaci. Obyvatel i domů v posledních letech pozvolna přibývá. 
| Rok            | 1869 | 1880 | 1890 | 1900 | 1910 | 1921 | 1930 | 1950 | 1961 | 1970 | 1980 | 1991 | 2001 | 2011 | 2021 |
| -------------- | ---- | ---- | ---- | ---- | ---- | ---- | ---- | ---- | ---- | ---- | ---- | ---- | ---- | ---- | ---- |
| Počet obyvatel | 204  | 242  | 233  | 206  | 171  | 188  | 167  | 89   | 107  | 57   | 50   | 34   | 31   | 41   | 50   |
| Počet domů     | 25   | 35   | 34   | 35   | 34   | 33   | 36   | 34   | 34   | 25   | 15   | 16   | 16   | 18   | 18   |

## Obecní správa

### Územněsprávní začlenění
Dějiny územněsprávního začleňování zahrnují období od roku 1850 do současnosti. V chronologickém přehledu je uvedena územně administrativní příslušnost obce v roce, kdy ke změně došlo:
- v letech 1850–1879 – součást obce Mitrovice
- v letech 1880–1896 součást obce Nové Mitrovice jako osada
- v letech 1897–1960 samostatná obec
- v letech 1961–1985 součást obce Železný Újezd
- od 1. ledna 1986 součást obce Čížkov

Od roku 1850 do roku 1855 patřil Chynín pod okresní hejtmanství Rokycany. Od června roku 1855 vznikl samostatný smíšený politicko-soudní okres blovický, který trval do roku 1868 a Chynín v té době patřil pod tento okres. Po roce 1868 vznikl plzeňský politický okres, pod který patřil Chynín až do roku 1945.

## Služby
Ve vesnici je autobusová zastávka. Děti dojíždějí do základní školy ve Spáleném Poříčí a Blovicích. Ve Spáleném Poříčí a Blovicích je zdravotnické zařízení, nejbližší pošta se nachází v Nových Mitrovicích.

## Galerie

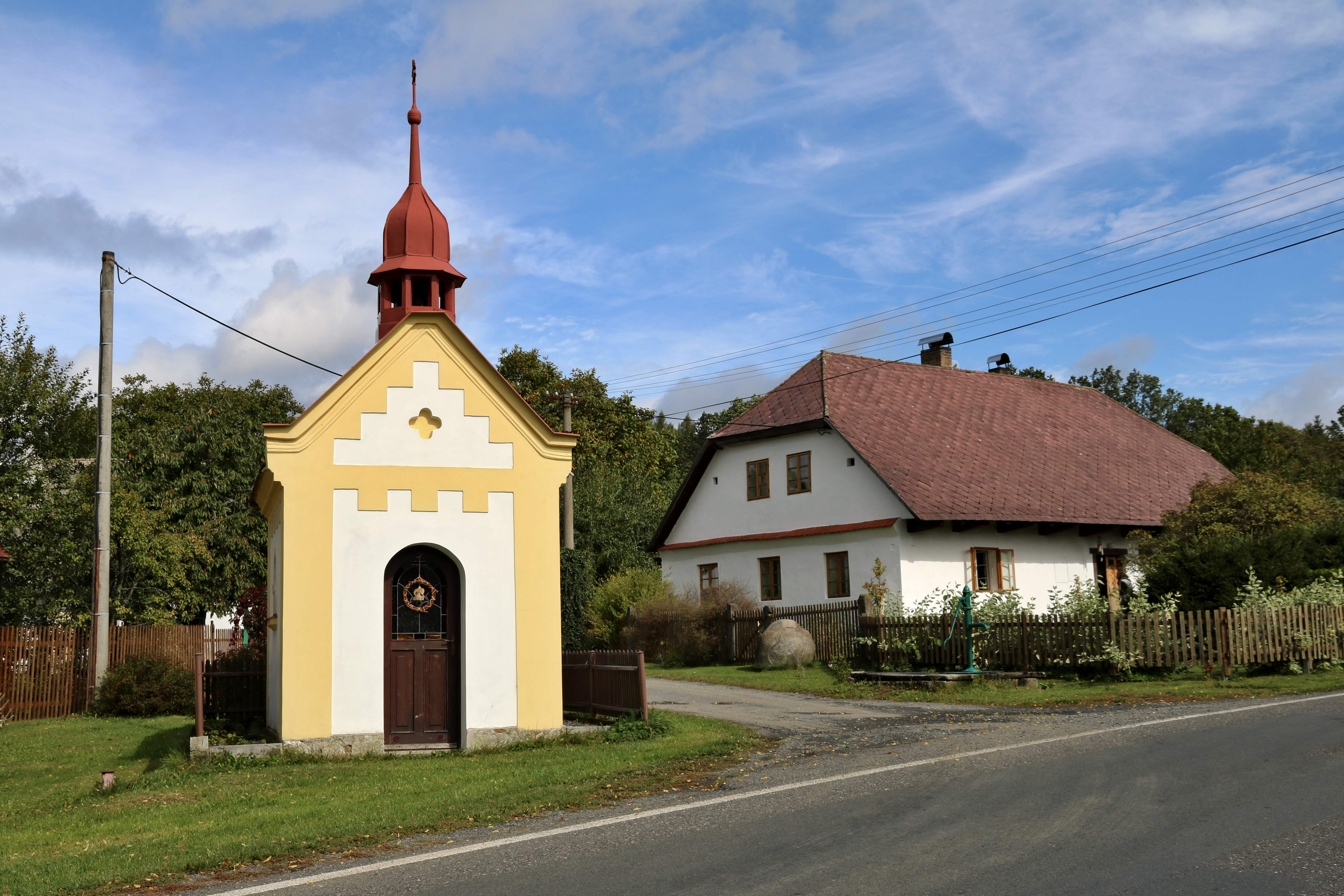
Chynínská kaplička z roku 1920 zasvěcená svatému Václavovi
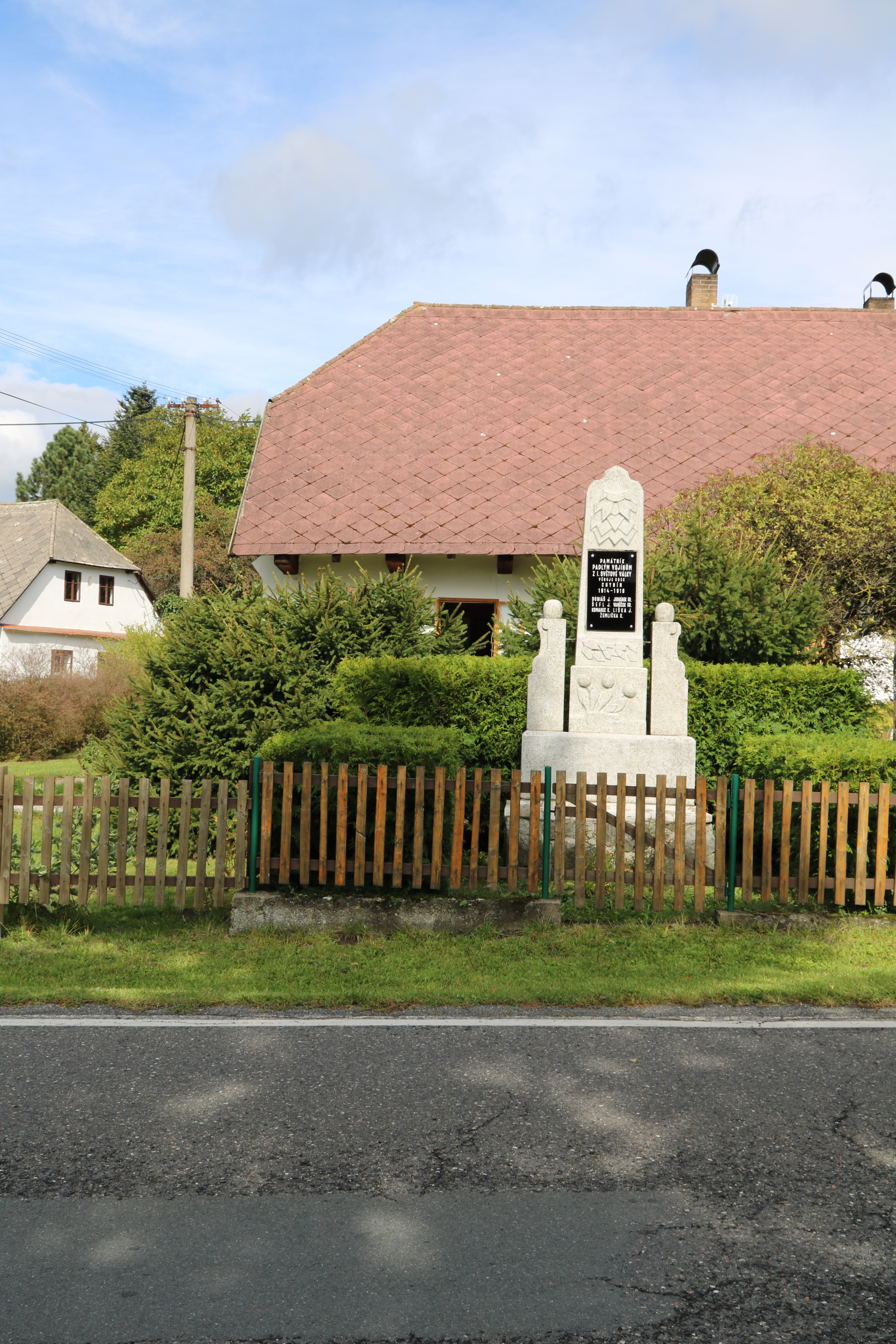
Pomník padlým vojínům z první světové války
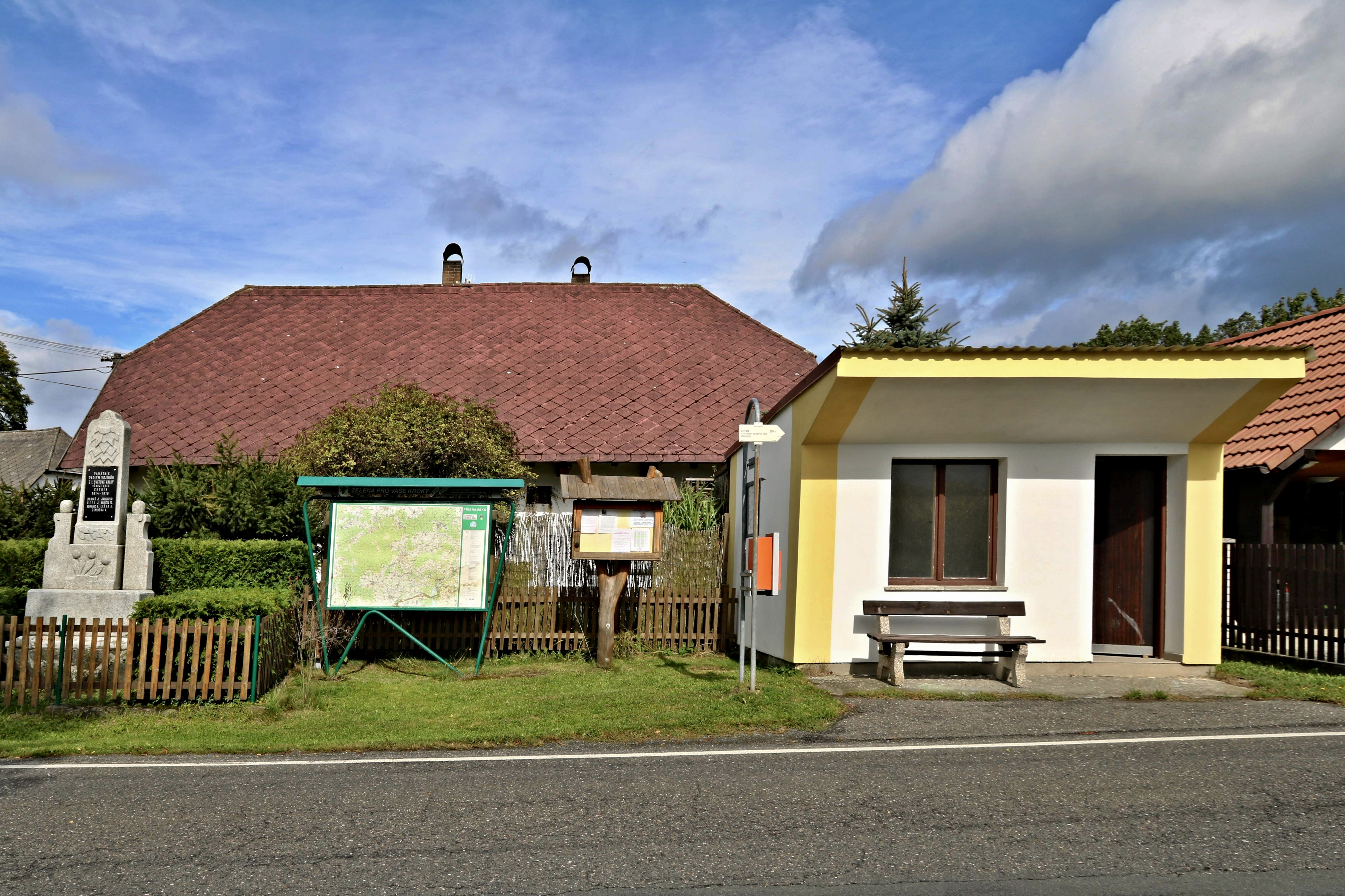
Autobusová zastávka a informační tabule
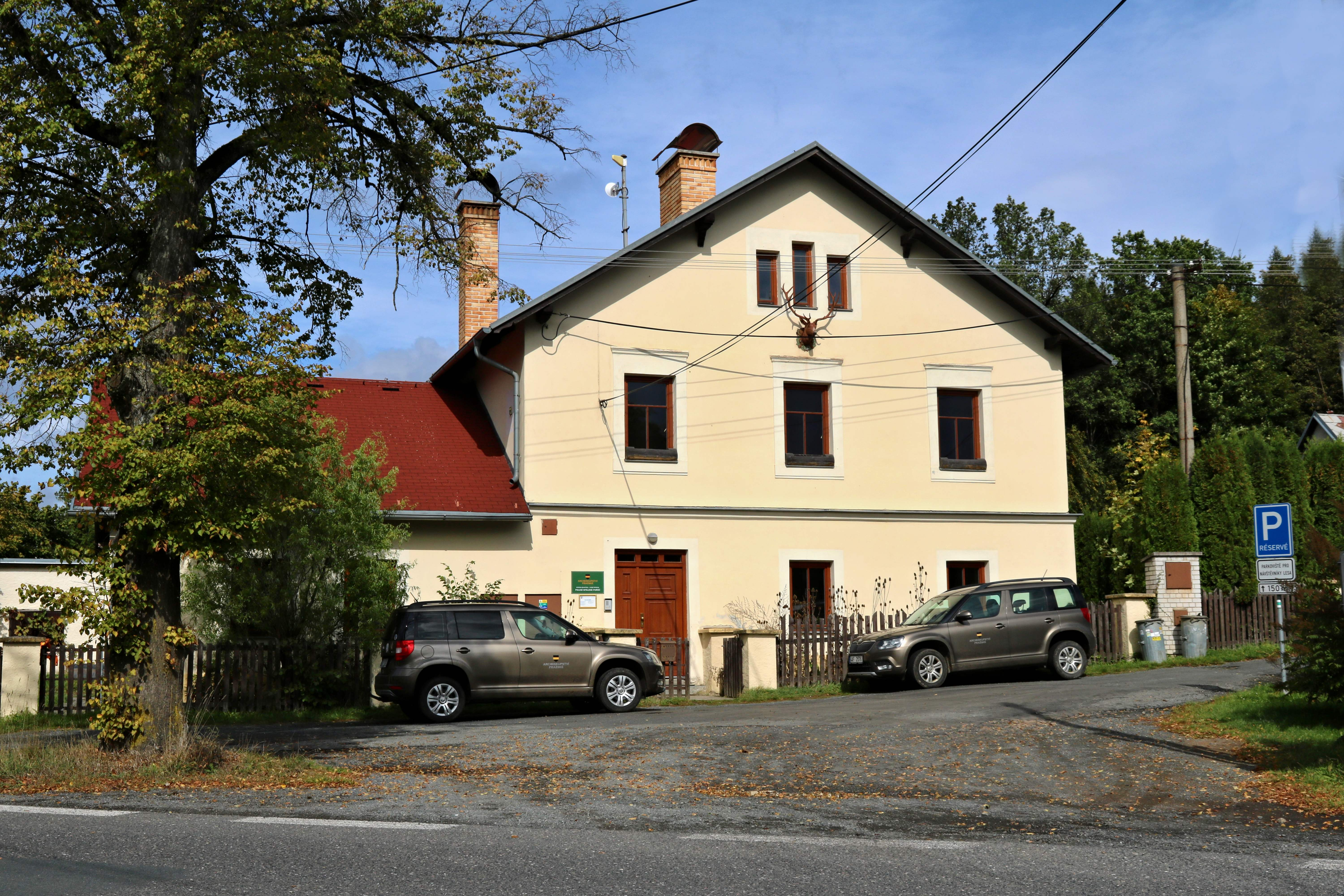
Lesovna v Chyníně, sídlo polesí Spálené Poříčí
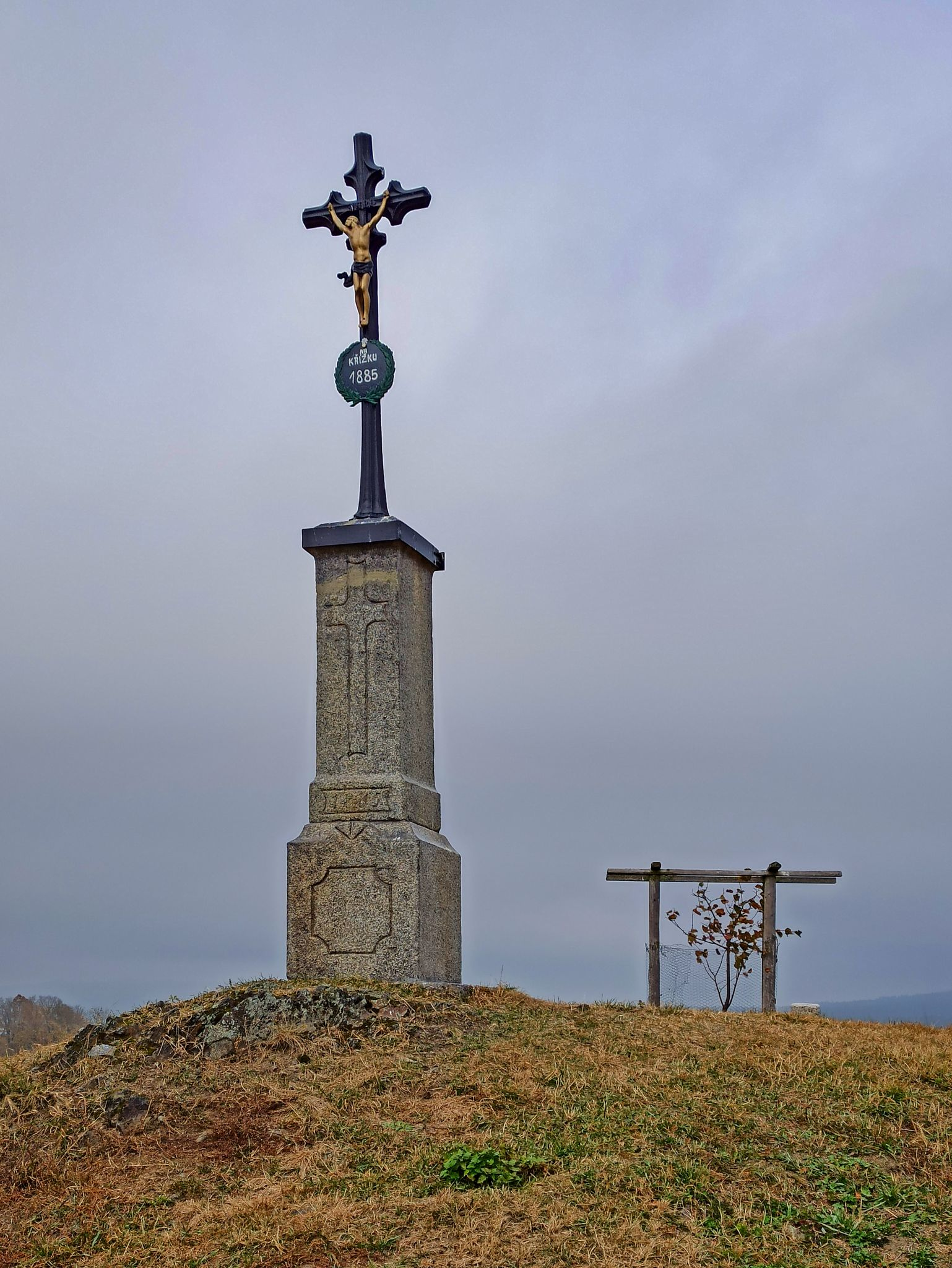
Křížek z roku 1885 na návrší U Kříže
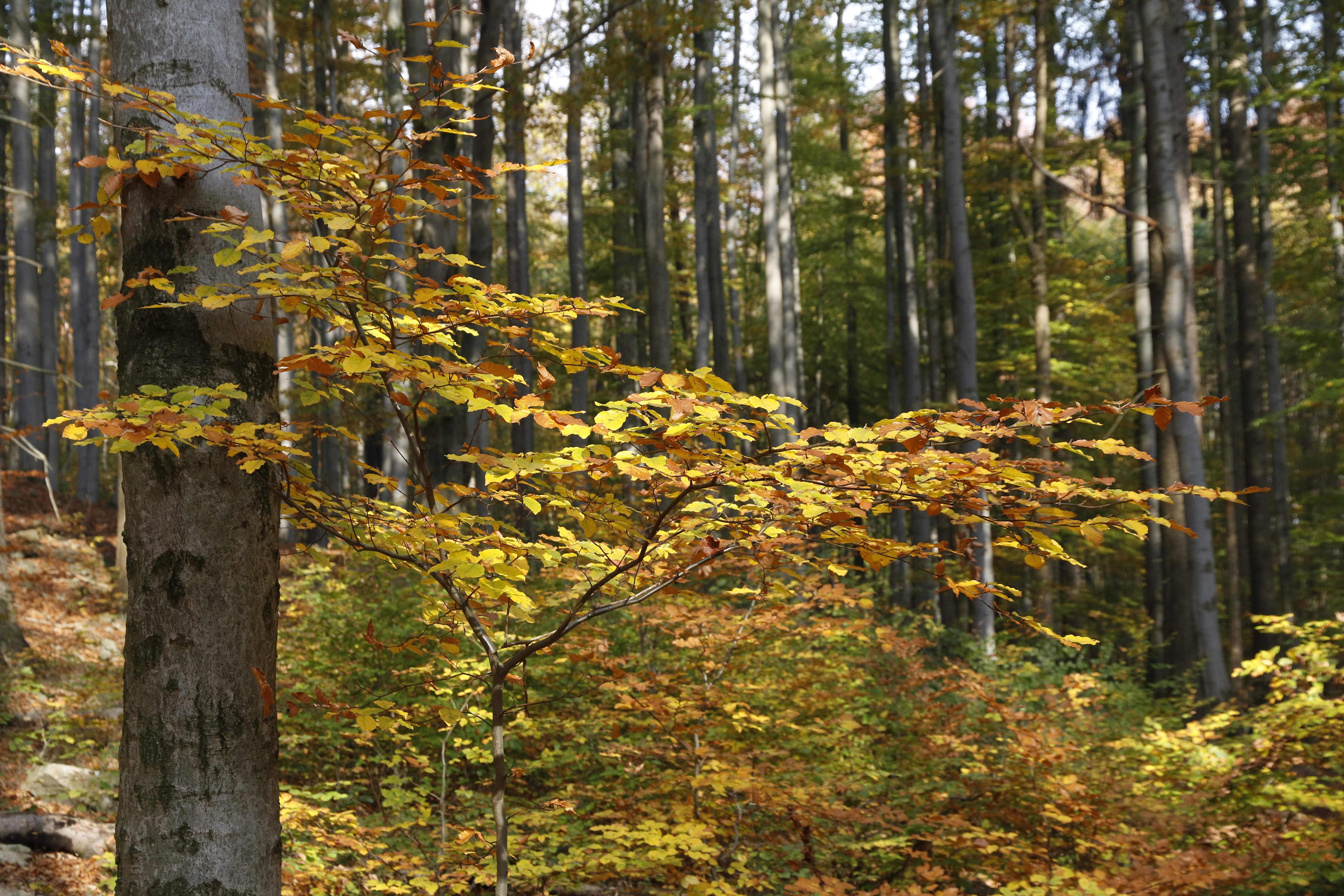
Přírodní rezervace Chynínské buky
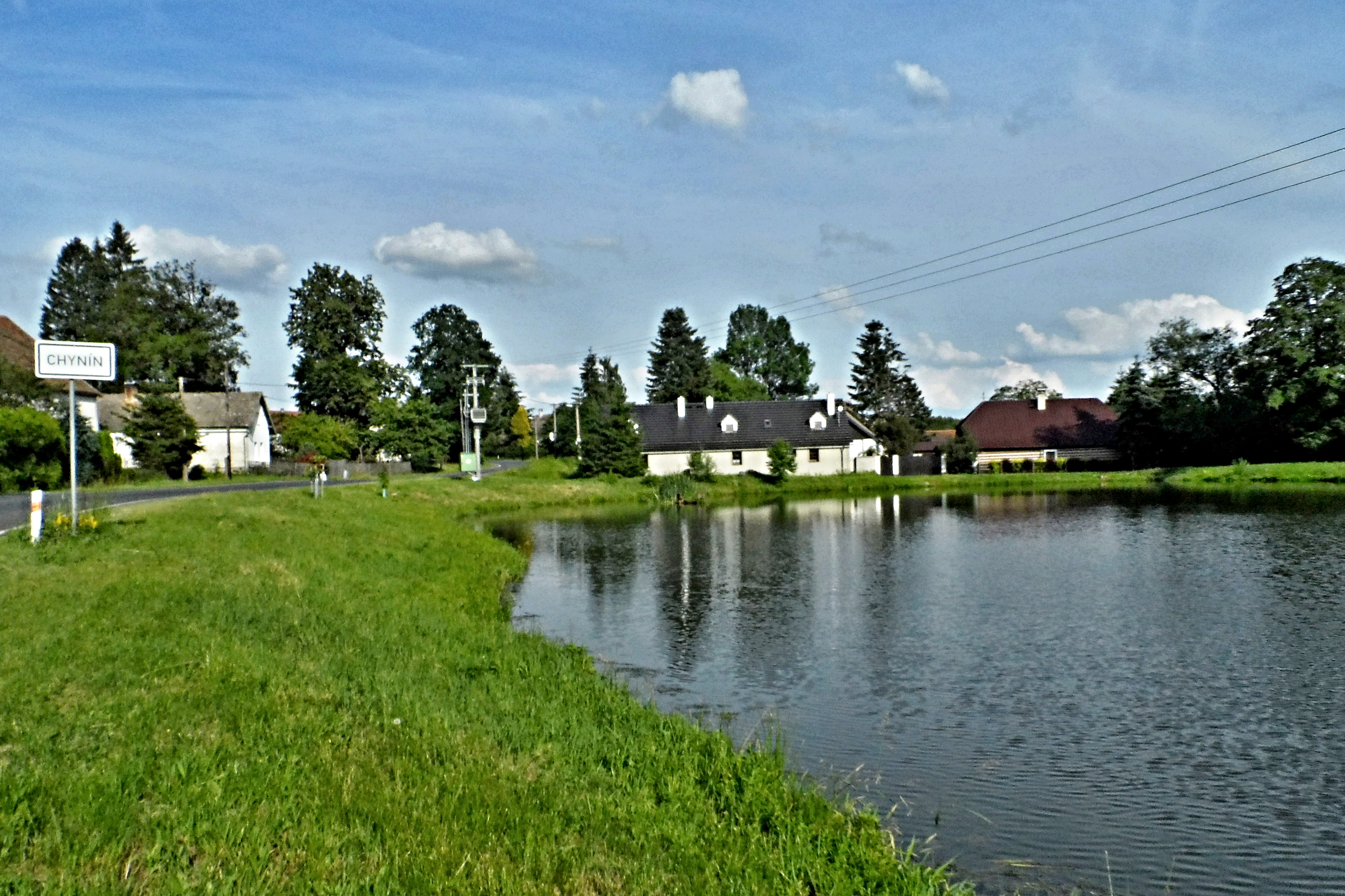
Chynínský rybník
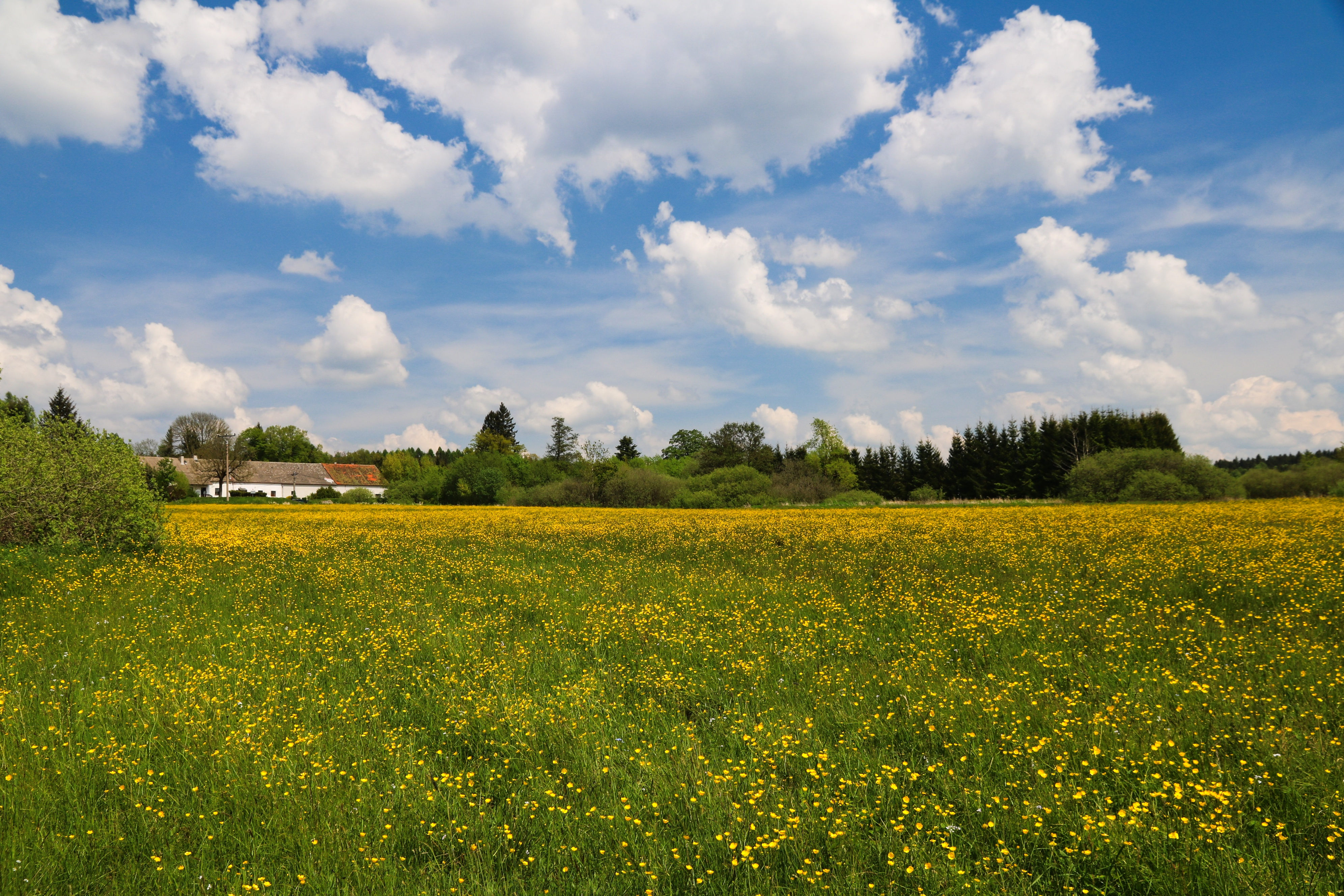
Evropsky významná lokalita V Úličkách